# Shingayi Kaondera
Shingayi Kaondera (Seke, 31 luglio 1982) è un ex calciatore zimbabwese, di ruolo centrocampista.

## Caratteristiche tecniche
È un trequartista, ma può essere impiegato come ala destra.

## Carriera

### Club
Nel 1997, dopo aver giocato in patria con il CAPS United, si trasferisce in prestito in Polonia, al Raków Częstochowa. Nel 1998 torna in patria, al Darryn T. Nel 1999 viene acquistato dal Górnik Zabrze, squadra della massima divisione polacca. Nel 2002 passa all'AEP Paphos, squadra della massima serie cipriota. Nel 2006 si trasferisce in Turchia, al Gaziantepspor. Nell'estate 2007 passa all'AEK Larnaca, squadra di Cipro. Nel gennaio 2008 viene acquistato dal Nea Salamis. Nel 2009 passa al Digenis Morphou. Nel 2010 viene acquistato dal Chalkanoras Idaliou. Nel 2011 passa all'AEK Koukliōn.

### Nazionale
Ha debuttato in Nazionale nel 2002. Ha partecipato, con la Nazionale, alla Coppa d'Africa 2006. Ha collezionato in totale, con la Nazionale, 21 presenze e 5 reti.